# تیهومیر فرانکوویچ
تیهومیر فرانکوویچ (انگلیسی: Tihomir Franković؛ زادهٔ ۳۰ سپتامبر ۱۹۷۰) قایقران روئینگ اهل کرواسی است.